# Editora da Unicamp
Editora da Unicamp é uma editora brasileira, sediada no campus principal da Universidade Estadual de Campinas, no distrito de Barão Geraldo.[carece de fontes?]
Fundada em 1982, a Editora da Unicamp é um órgão da Universidade Estadual de Campinas destinado à difusão de obras de natureza científica e cultural e às funções essenciais da universidade.
Em seus quase 40 anos de existência, a Editora da Unicamp publicou mais de 1.200 livros com elevado padrão editorial. Em seu catálogo atual, conta com cerca de 600 títulos de diversas áreas do conhecimento.